# Carolina Matilde de Eslésvico-Holsácia-Sonderburgo-Glucksburgo
Vitória Irene Adelaide Augusta Alberta Teodora Carolina Matilde de Eslésvico-Holsácia-Sonderburgo-Glucksburgo (Castelo de Grünholz, 11 de maio de 1894 - Salzburgo, 28 de janeiro de 1972) foi um membro da Casa de Eslésvico-Holsácia-Sonderburgo-Glucksburgo e da Casa de Solms-Baruth através do seu casamento com o conde João de Solms-Baruth.

## Família

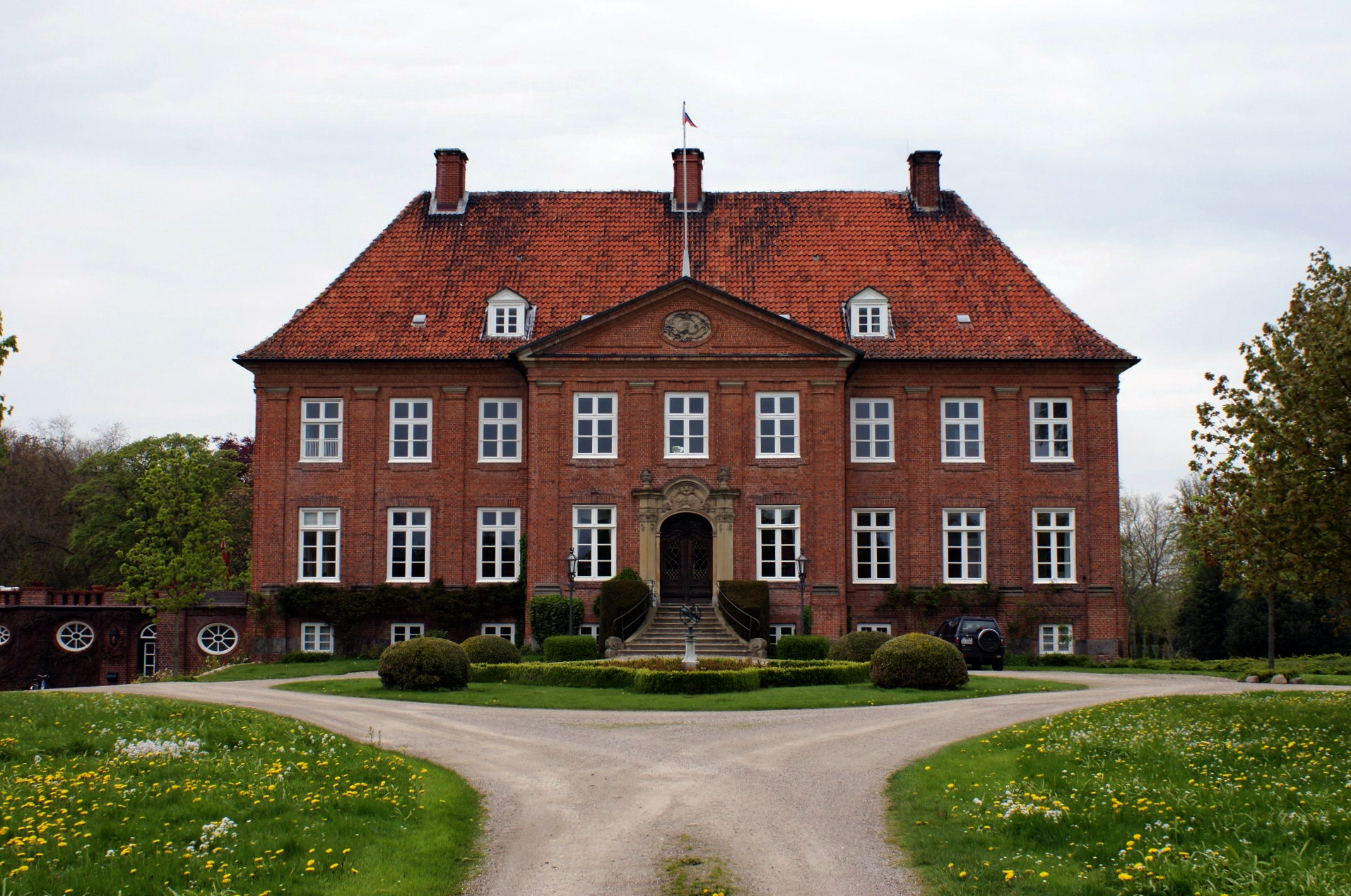
Local de nascimento da princesa Carolina Matilde, Grünholz Manor, fotografado em 2010.

A princesa Carolina Matilde era a filha mais nova de Frederico Fernando, Duque de Eslésvico-Holsácia e da princesa Carolina Matilde de Eslésvico-Holsácia-Sonderburgo-Augustemburgo. A sua irmã mais velha, Vitória Adelaide era mãe da princesa Sibila de Saxe-Coburgo-Gota, mãe do actual rei Carlos XVI Gustavo da Suécia. Uma das suas tias maternas era a princesa Augusta Vitória de Eslésvico-Holsácia, esposa do kaiser Guilherme II da Alemanha.
Os seus avós paternos eram o duque Frederico de Eslésvico-Holsácia e a princesa Adelaide de Schaumburg-Lippe. Os seus avós maternos eram o duque Frederico VIII de Eslésvico-Holsácia e a princesa Adelaide de Hohenlohe-Langenburg.

## Casamento e descendência
Quando era jovem, chegaram a haver rumores de que Carolina se casaria com o futuro rei Eduardo VIII do Reino Unido que a considerava a única princesa moderadamente atraente da Europa. Contudo, quando a Primeira Guerra Mundial rebentou os dois ainda eram muito jovens e o conflito fez com que a realeza alemã fosse muito mal vista no Reino Unido, pelo que os planos nunca se chegaram a concretizar.
Carolina Matilde casou-se com o conde João de Solms-Baruth no dia 27 de maio de 1920 em Glücksburg. Tiveram três filhos:
- Vitória Luísa Frederica Carolina Matilde de Solms-Baruth (13 de março de 1921 – 1 de março de 2003); casada com o príncipe Frederico Josias de Saxe-Coburgo-Gota; com descendência;
- Frederico João de Solms-Baruth (3 de março de 1923 – 13 de novembro de 2006); casado com a princesa Oda de Stolberg-Wernigerode; com descendência;
- Humberto de Solms-Baruth (7 de dezembro de 1934 – 22 de outubro de 1991); casado primeiro com Elisabeth-Charlotte von Kerssenbrock; com descendência; casou-se depois com Gerta Stael; com descendência.